# 野球殿堂博物館 (日本)
野球殿堂博物館（やきゅうでんどうはくぶつかん）は、日本の野球専門博物館、それを運営する公益財団法人。法人名は、公益財団法人野球殿堂博物館。東京都文京区後楽の東京ドーム内に所在し、館内には野球殿堂などがある。

## 概要
1959年6月12日に「野球体育博物館」（やきゅうたいいくはくぶつかん）の名前で開館。「財団法人野球体育博物館」により運営されてきた。公益法人改革により、2013年4月1日付けで「公益財団法人野球殿堂博物館」に法人改組され、施設名も冒頭の名称に変更された。
同財団の役員は、プロ野球球団（NPB）のオーナーやアマチュア野球関係者らが務めている。また理事長は、開館以来NPBのコミッショナーが兼務することになっており、現在の理事長は榊原定征。
館内には、野球殿堂や資料展示室、図書室などがある。野球殿堂には、殿堂入りした選手や野球関係者の肖像レリーフが展示してある。図書室には、野球に関連する書籍・雑誌を約5万冊所蔵している。
また、太平洋戦争などで戦死したプロ野球選手の功績を讃えた鎮魂の碑の管理も行っている。
展示物はプロ野球に限らずアマチュア野球、さらにリトルリーグやシニアリーグに女子プロ野球、果てはろう野球に関連するものまで揃えてあり、単純な選手の知名度・野球界への貢献度に拘らない、資料的価値を追求したラインナップとなっている。

## 沿革
- 1958年（昭和33年）8月14日、地鎮祭開催[4]。
- 1959年（昭和34年）
  - 5月1日、第一回野球殿堂表彰者発表[5]。
  - 6月12日、 後楽園球場横に「野球体育博物館」として開館、当初はピロティ方式2階建てとした[1]。
- 1988年（昭和63年）、東京ドームの完成と同時に移転、床面積を当初の3倍に拡大[1]。
- 2009年（平成21年）6月12日、開館50周年を迎える。
- 2013年（平成25年）4月1日「野球殿堂博物館」に改称[3]。

## 設立の経緯
1956年（昭和31年）、プロ野球公式戦開始20周年記念事業として「プロ野球会館」の建設計画が野球関係者の中で起き、また1957年（昭和32年）に死去した、（株）後楽園スタヂアム第4代社長・田邊宗英の野球を始めスポーツに対する功績を記念する追善事業の計画があった。追善事業についてプロ野球育成の功績の顕彰やスポーツ界の発展に資するものが最適として2つの話が1つとなり、後楽園スタヂアムが会館建設の資金援助を行うこととし、後楽園第5代社長真鍋八千代、正力松太郎らが音頭を取り、さらにプロ野球だけではなく、アマチュア野球界の協力を得て、日本野球界全体で運営する野球殿堂・博物館として誕生した。

## 主な展示
エントランスホール
現在の日本球界で最も注目される資料を展示する。
プロ野球
プロ野球TODAY - 野球場のロッカーをイメージして12球団毎の主力選手のユニフォームや用具等100点以上を展示する。毎年開幕前に更新し前年に活躍した選手の用具が加えられる。
球史に残る名選手 - 野球場をイメージした空間に、プロ野球の歴史を彩った名選手の記念品を展示する。王貞治・金田正一・衣笠祥雄・福本豊の展示ケースを中心に、ダグアウト形のスペースには名選手の写真パネルと後楽園球場で用いられたベンチが置かれる。
プロ野球の歴史 - 1936年の創設から現在に至る日本プロ野球の歴史を紹介する。
野球の歴史
ベースボールの起源と発展 - 1845年アメリカでの最初の野球ルールの制定を起点に野球の近代化の歴史を紹介する。
日本への伝来と発達 - 明治初期のホーレス・ウィルソンによるベースボールの日本伝来から大正時代に始まった現代まで続く大会や連盟など日本の野球黎明期を展示する。
大リーグと日米野球 - 1934年のベーブ・ルースを描いた日米野球ポスターやジャッキー・ロビンソンのバット、イチローなど日本人メジャーリーガーの資料を展示。
アマチュア野球
高校・大学・社会人・軟式・少年野球の歴史や主要大会を紹介し大会記念品や優勝写真、国際大会での野球日本代表の展示も行う。
シアター
月替わりでプロ野球関連の映像を上映する。
野球殿堂ホール
野球殿堂入り表彰された人物の肖像レリーフを掲額する。
企画展示室
特別展示等を実施する。
イベントホール
野球用具や野球場に関する解説や企画展示を実施。
図書室
野球やスポーツに関する書籍を5万点収蔵する。

## ギャラリー
- 博物館入口（2010年10月撮影）
- 常設展示場（2010年10月撮影）
- 野球殿堂（2010年10月撮影）